# 키보드 워리어
키보드 워리어(keyboard warrior) 또는 키보드 전사, 인터넷 전사는 인터넷 공간에서 말을 거침없이 하는 사람들을 일컫는 말이다. 이는 인터넷 세계의 익명성을 이용해 온라인상에서 직설적인 말을 하는 사람들을 일컫는데, 현실에서 원래 성격이 직설적인 사람들도 있겠지만 인터넷의 '익명성'이라는 특수성을 이용해서 현실에서는 자기 의견 하나 내세우지 못하고 싫은 소리 한번 하지 못하는 '예스맨'이 이같은 키보드 워리어가 되는 경우도 많다. 아무도 누가 썼는지 모르는 화장실 낙서에 음담패설이나 가십이 적혀있는 것과 같은 원리인 것이다.
언론매체에서 이 표현을 사용할 때의 의미는 때에 따라 차이가 있어 왔다. 2005년부터 키보드 워리어를 다룬 기사는 이들을 '음해성 글을 올리는 자', '남의 프라이버시를 침해하는 자', '얼굴없는 자객' 등으로 부정적으로 서술해 왔다.

## 한국의 사용 사례
- 실제 대한민국의 경우 이들은 특정 연예인과 관련하여 각종 루머와 악담을 퍼뜨리며, 화제의 대상이 된 일반인들의 개인정보를 유포하는, 일명 '신상털기'를 하며 당사자들에게 치명적인 정신적 피해를 입히기도 했다. 이들의 활동을 제어하기 위해 인터넷 실명제 제기의 필요성이 제기되기도 했다.[4]

## 같이 보기
사이버 공간
- 댓글
- 루리웹
- 블로그
- e스포츠
- SLR클럽
- 디시인사이드
- 1인칭 슈팅 게임
- MMORPG

비슷한 행위
- 사이버 테러
- 사이버 범죄
- 사이버 모욕죄